# République socialiste tchécoslovaque
9 mai 1948 – 23 avril 1990
(41 ans, 11 mois et 14 jours)
Entités précédentes :
- République tchécoslovaque (Troisième République)

Entités suivantes :
- République fédérale tchèque et slovaque

La République socialiste tchécoslovaque (Československá socialistická republika) était le nom officiel adopté par la Tchécoslovaquie durant la période où le pays était gouverné par un régime autoritaire d'inspiration marxiste-léniniste dirigé par le Parti communiste tchécoslovaque (Komunistická strana Československa, en abrégé KSČ). Le pays garda dans un premier temps, de 1948 à 1960, le nom officiel de République tchécoslovaque (Československá republika ; le nom de République populaire tchécoslovaque, parfois employé, n'étant qu'officieux), avant de changer pour une dénomination reflétant le régime en place. La Tchécoslovaquie était membre du Conseil d'assistance économique mutuelle et du Pacte de Varsovie. Les termes de Tchécoslovaquie communiste ou de Tchécoslovaquie socialiste sont parfois employés pour désigner de manière informelle l'ensemble de la période allant de 1948 à 1989. La Tchécoslovaquie faisait alors partie des régimes dits de « démocratie populaire », politiquement alignés sur l'URSS au sein du bloc de l'Est. Le régime prit fin en 1989 au moment de la chute du bloc de l'Est, durant l'épisode dit de la révolution de velours.

## Prise de pouvoir par le Parti communiste
À la fin de la Seconde Guerre mondiale, la Tchécoslovaquie, démembrée en 1939 par le Troisième Reich, renaît de ses cendres. Le 5 avril 1945, alors que l'Armée rouge prend le contrôle du territoire, Edvard Beneš, ancien président de la République et chef du Gouvernement provisoire tchécoslovaque, revient au pays et constitue à Košice un gouvernement de coalition présidé par Zdeněk Fierlinger, avec le communiste Klement Gottwald comme premier vice-président. La République slovaque et le Protectorat de Bohême-Moravie cessent d'exister, la Tchécoslovaquie étant réunifiée. En composant avec les communistes, Edvard Beneš espère éviter un conflit politique après-guerre. Klement Gottwald, lui, préconise officiellement le passage au socialisme par des voies démocratiques. Aux élections de mai 1946, le Parti communiste (KSČ) remporte la majorité dans la partie tchèque du pays, le Parti démocrate (anti-communiste) remportant la majorité en Slovaquie. Gottwald devient chef du gouvernement. Jan Masaryk, fils de Tomáš Masaryk, père fondateur du pays, conserve le ministère des Affaires étrangères.
En novembre 1947, les communistes dénoncent une tentative de coup d'État « réactionnaire », ayant son origine en Slovaquie. Gustáv Husák, Premier ministre de Slovaquie (président du Conseil des commissaires), prend une part active dans la liquidation du Parti démocratique slovaque qui avait gagné les élections en 1946 avec 62 % des voix : cette victoire était de nature à empêcher la prise de pouvoir des communistes en Tchécoslovaquie. Par « slovacophobie » et aveuglement, le Président Benès laisse faire. Après cette liquidation, la voie est libre pour le Coup de Prague qui aura lieu en février 1948. En effet, en janvier 1948, les forces de sécurité sont réorganisées, des cadres communistes en prenant le contrôle. Le KSČ organise dans les campagnes des manifestations réclamant une réforme agraire. En février, les ministres non-communistes dénoncent la mainmise du KSČ et mettent leur démission dans la balance. Beneš prévoit initialement de nouvelles élections mais, sous la pression militaire des soviétiques et sous celle, policière, des communistes, finit par céder et accepter la décision de ses ministres. Gottwald forme un nouveau gouvernement, où le contrôle des communistes est renforcé. Le 10 mars 1948, Jan Masaryk est retrouvé mort, s'étant officiellement « suicidé » en sautant d'une fenêtre. Le parlement approuve le nouveau gouvernement. Le 9 mai, une nouvelle constitution est promulguée, les communistes y ayant rajouté les principes de la dictature du prolétariat et du rôle prépondérant du KSČ. Edvard Beneš refuse de la signer et démissionne le 7 juin. Gottwald le remplace à la présidence de la République, laissant les rênes du gouvernement à Antonín Zápotocký. La Tchécoslovaquie est proclamée « république populaire », sans changer officiellement de nom.

## Période stalinienne

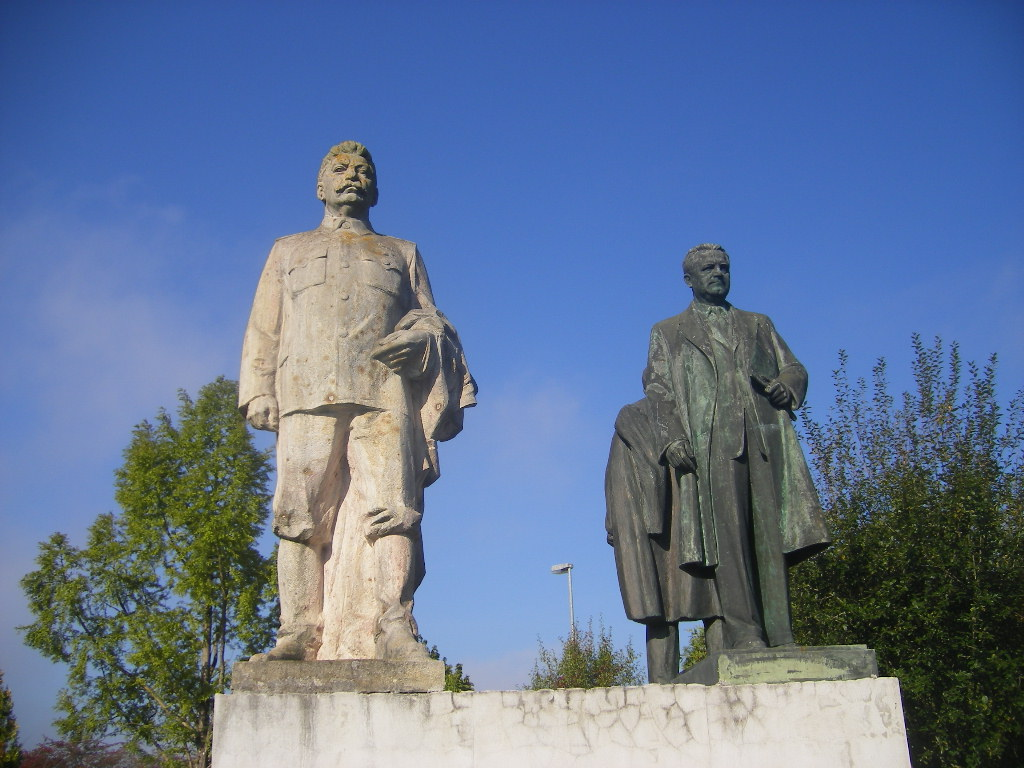
Monument représentant Joseph Staline et Klement Gottwald, à Gundelfingen, Bavière, Allemagne.

La Tchécoslovaquie maintient officiellement un système de multipartisme, mais tous les rouages politiques sont entre les mains du Parti communiste, à l'approbation duquel est subordonnée toute participation à la vie politique. Les partis non-marxistes peuvent participer, mais leur présence aux élections est déterminée par quotas. Le ministère de l'Intérieur contrôle la vie publique locale.
La constitution prévoit la nationalisation de toutes les entreprises de plus de cinquante salariés. 95 % des mines, usines, compagnies d'assurance et la totalité du commerce extérieur passe dans les mains de l'État. Une politique de développement de l'industrie lourde et de collectivisation de l'agriculture est entamée, dans des conditions répressives (persécution des « koulaks ») qui entraînent un déclin de la production agricole. La résistance des paysans à la collectivisation oblige à prolonger jusqu'en juin 1953 le système des cartes d'alimentation. La Tchécoslovaquie connaît une période de croissance économique, tout en demeurant loin des critères de développement occidentaux.
Le régime entre également en conflit avec l'Église catholique : les évêques durent prêter serment à l'État. Ceux qui refusèrent furent écartés de leur diocèses puis emprisonnés. Josef Beran, archevêque de Prague, est assigné à résidence en 1949. On emprisonna près de 3.000 prêtres. Les relations avec le Saint-Siège sont rompues.
La répression des opposants au régime est marquée par l'arrestation, le 27 septembre 1949, de Milada Horáková, juriste et ancienne députée à l'Assemblée nationale, accusée de complot visant à renverser le régime communiste. Son procès est instrumentalisé et se conclut par la condamnation à mort de la combattante pour le pluralisme politique, ainsi que celle de trois autres co-accusés. En dépit d'une mobilisation internationale qui voit l'implication de personnalités célèbres comme Winston Churchill ou Eleanor Roosevelt qui soutiennent le recours en appel (promptement rejeté) et la demande de grâce présidentielle présentée au président Gottwald, Milada Horáková est pendue, avec ses trois co-condamnés le 27 juin 1950.
Comme dans les autres pays du bloc de l'Est, la rupture entre Tito et Staline se traduit par des purges au sein du parti. Le Parti communiste slovaque est accusé de « déviationnisme » et de « nationalisme ». Gustáv Husák, Président du Conseil des commissaires à Bratislava, et plusieurs de ses collaborateurs sont arrêtés en 1950. Klement Gottwald, sous la pression de Moscou, se débarrasse de ses adversaires politiques en organisant les procès de Prague (1952), qui décapitent la direction du parti. Quelque 30 000 personnes sont poursuivies devant les tribunaux pour des motifs politiques.

## De Gottwald à Novotný
Gottwald meurt le 14 mars 1953, quelques jours après avoir assisté aux funérailles de Staline; il est remplacé à la tête du parti par Antonín Novotný et à la présidence de la République par Antonín Zápotocký. Viliam Široký remplace Zápotocký comme chef du gouvernement. Novotny devient président de la République en 1957. En Tchécoslovaquie, en dépit de la mort du chef d'État soviétique, les pratiques staliniennes demeurent. Des manifestations d'ouvriers à Plzeň sont brutalement réprimées et l'impact de la dénonciation des crimes de Staline est limité
En 1956, après le XXe congrès du Parti communiste de l'Union soviétique qui donne le coup d'envoi de la déstalinisation, le pays connait des protestations étudiantes et intellectuelles, mais celles-ci sont rapidement réprimées par le régime de Novotný.
Le 11 juillet 1960, la Tchécoslovaquie adopte une nouvelle constitution, proclamant la victoire du « socialisme » et adoptant le nom officiel de République socialiste tchécoslovaque. Le rôle prépondérant du Parti communiste est réaffirmé. À partir du début des années 1960, la Tchécoslovaquie connaît une période de stagnation économique. L’homosexualité est dépénalisée en 1961. En 1963, le parti condamne officiellement le culte de la personnalité stalinien, et éloigne ses dirigeants les plus conservateurs. Des prisonniers politiques sont libérés. On révise certains procès des années précédentes : Rudolf Slánský et Vladimír Clementis sont réhabilités. Les monuments à la gloire de Staline disparaissent du pays.
Au cours des années suivantes, l'économie tchécoslovaque se stabilise, et le niveau de vie des citoyens s'améliore; les voyages en Occident deviennent plus faciles. En juin 1966, le treizième congrès du Parti communiste donne son feu vert au nouveau programme appelé « Nouveau modèle économique ». Des réformes amènent une relatives libéralisation de l'économie. La vie intellectuelle et artistiques du pays connaît un fort développement, et les intellectuels dissidents s’organisent pour dénoncer les abus du régime : l’Union des écrivains tchécoslovaques utilise la gazette Literárni noviny (« Journal littéraire ») pour réclamer une littérature indépendante du pouvoir. En juin 1967, certains écrivains comme Ludvík Vaculík, Milan Kundera, Pavel Kohout et Ivan Klíma se rapprochent des socialistes radicaux. Quelques mois plus tard, le Parti communiste décide de prendre des mesures contre les intellectuels qui s’expriment en faveur des réformes : le contrôle sur Literární noviny et sur les maisons d’édition est transféré au ministère de la Culture.
Le régime est de plus en plus contesté : en juin 1967, le congrès des écrivains conteste ouvertement le régime. La même année, le Premier secrétaire du Parti communiste slovaque, Alexander Dubček, et l’économiste Ota Šik défient le pouvoir : Antonín Novotný, contesté de l'intérieur même du parti, demande le soutien des Soviétiques, qui n'interviennent pas.

## Le printemps de Prague
En décembre 1967, Léonid Brejnev, en visite à Prague, constate l'opposition à Novotný. Dès le 5 janvier 1968, Novotný est destitué de son poste de premier secrétaire du Parti communiste tchécoslovaque et remplacé par Alexander Dubček. Le 22 mars, Ludvík Svoboda, ancien ministre de la Défense et l'un des auteurs du Coup de Prague, devient président de la République. Le même mois, la censure est abolie et la presse recouvre une liberté qu'elle n'avait pas connue depuis 1945.
Alexander Dubček proclame dès avril son intention d'atteindre le « socialisme à visage humain ». Un ambitieux programme de libéralisation politique est annoncé. Dubček s'efforce de discuter avec Moscou qui lui demande de changer de politique.
L'expérience tchécoslovaque est l'un des principaux évènements politiques européens de l'année 1968 et suscite un immense enthousiasme dans l'opinion : mais, dès le mois d'août, les troupes des pays du pacte de Varsovie pénètrent dans Prague, mettant une fin brutale au mouvement réformateur.

## Après l'écrasement des réformes
L'équipe d'Alexander Dubček reste encore au pouvoir quelques mois, faisant passer une importante réforme : le 27 octobre 1968, une loi constitutionnelle fait de la Tchécoslovaquie une république fédérale: le pays est divisé en deux États autonomes, la République socialiste tchèque et la République socialiste slovaque. Si Prague demeure la capitale au niveau fédéral tout en étant celle de la République socialiste tchèque, les Slovaques jouissent désormais de l'autonomie qu'ils réclamaient depuis longtemps. Tchéquie et Slovaquie se voient attribuer des parlements nationaux, le Conseil national tchèque et le Conseil national slovaque, tous deux travaillant de concert avec un parlement fédéral.
Dubček est ensuite définitivement évincé, et remplacé à la tête du parti communiste par Gustáv Husák. En 1975, ce dernier remplace également Ludvík Svoboda comme président de la République. La Tchécoslovaquie connaît une période de forte stagnation économique et de répression politique accrue. Le suicide de l'étudiant Jan Palach est l'un des symboles de cette période d'oppression politique. La liberté d'expression est sévèrement contrôlée. Dans les années 1970, la dissidence intellectuelle parvient cependant à s'organiser : le 1er janvier 1977, 243 intellectuels publient la charte 77, exigeant le respect des droits de l’homme. Le dramaturge Václav Havel et le philosophe Jan Patočka apparaissent comme les porte-paroles de la contestation intellectuelle. Le régime demeure sourd à ce désir de réformes.

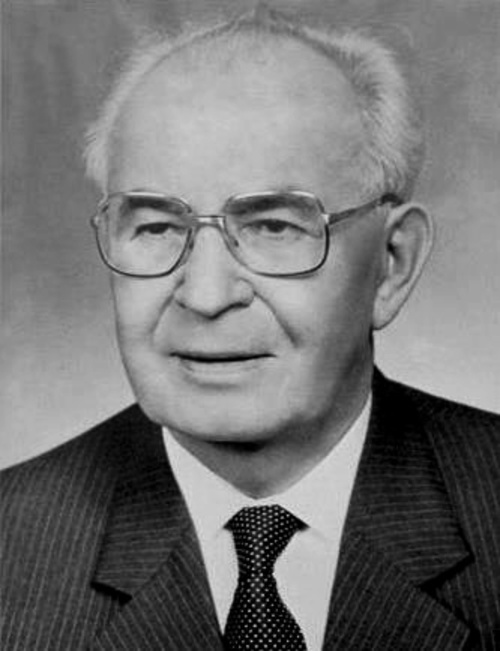
Gustáv Husák.
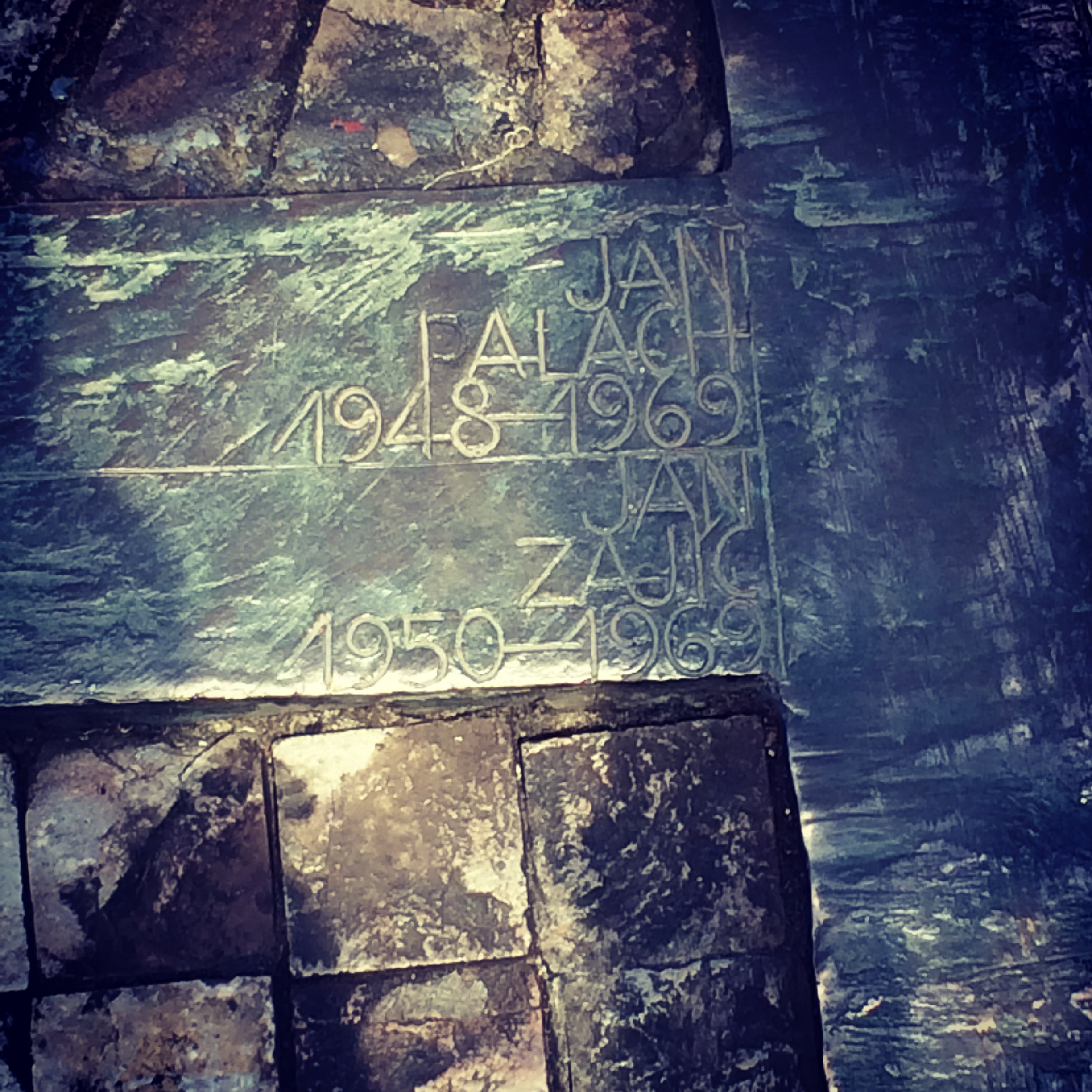
Inscription sur la croix dédiée à Jan Palach et Jan Zajíc sur la place Venceslas.
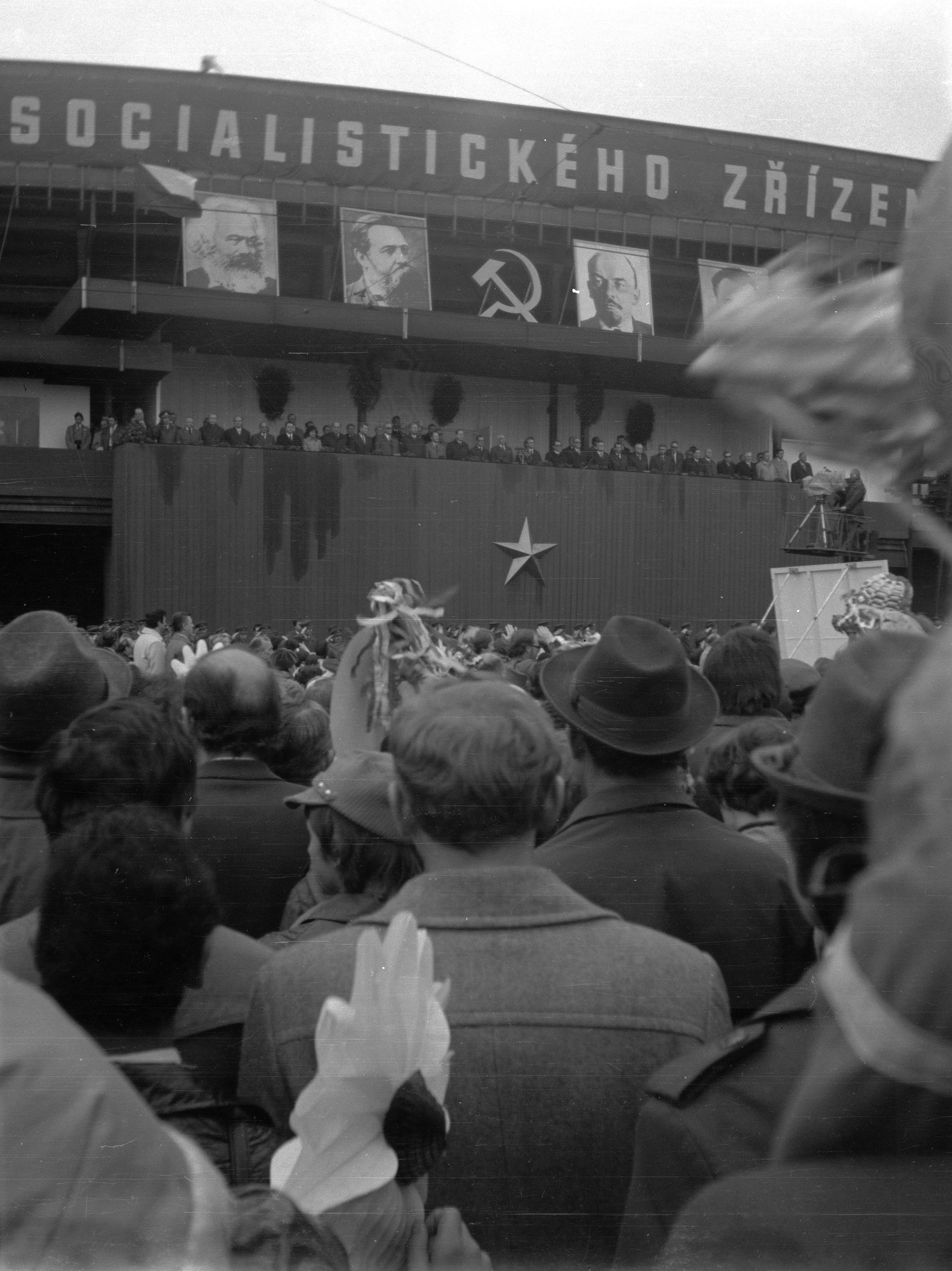
Vue de la tribune des officiels le 1er mai 1981.
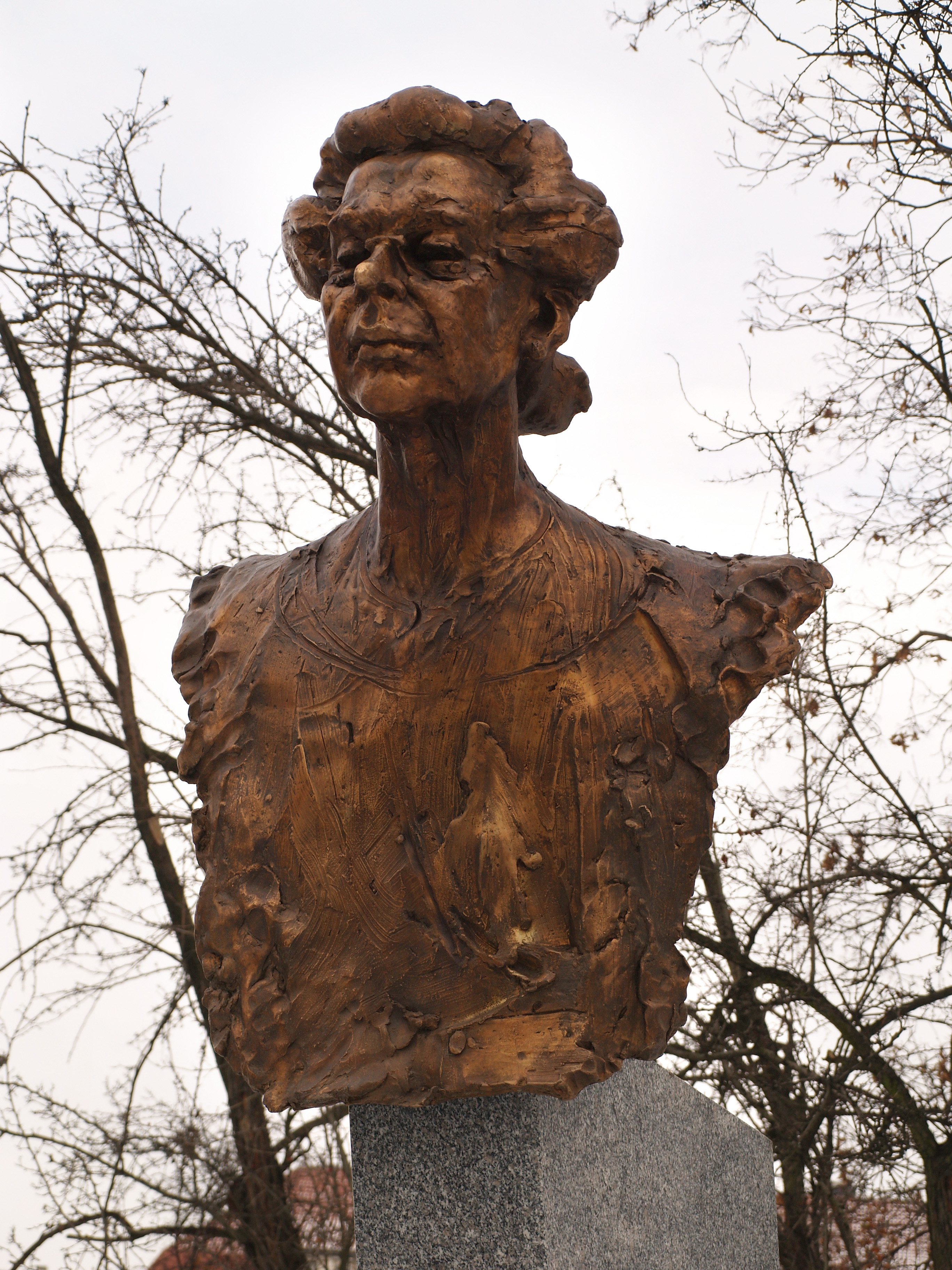
Buste en bronze de Milada Horáková, inauguré à Prague en 2009.

## Chute du régime

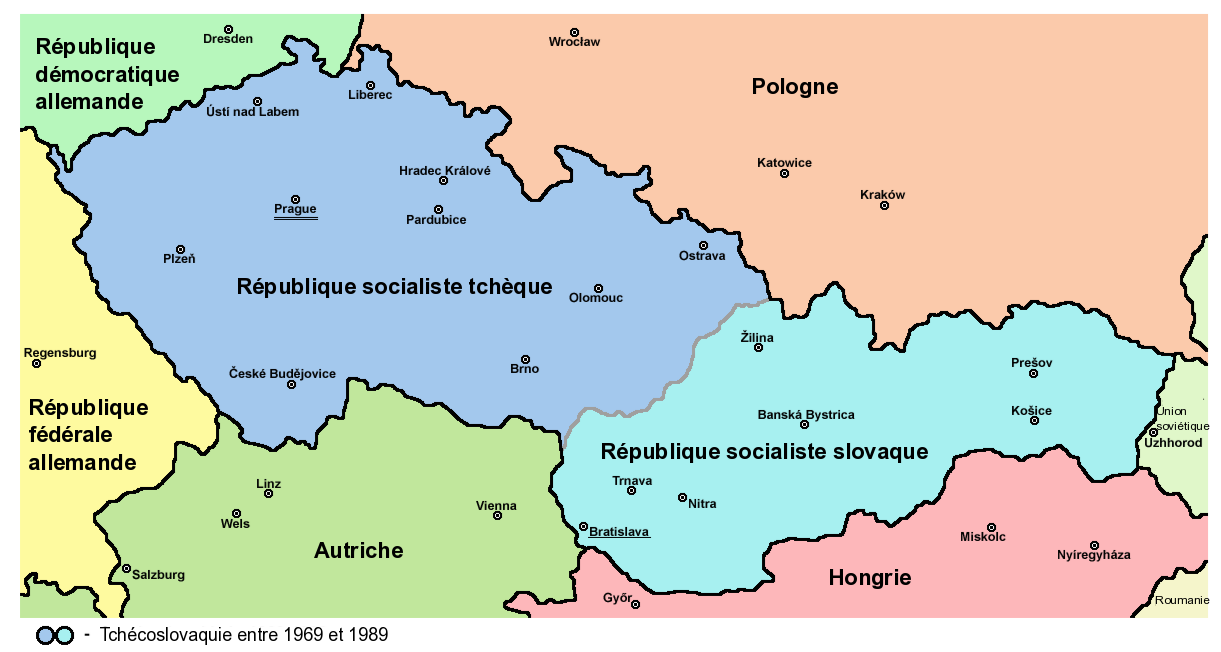

Au moment de la Perestroïka, la direction du parti ne fait aucune concession en matière de libertés politiques, ne proposant que des réformes économiques. À partir de 1988, vingtième anniversaire du printemps de Prague, le pays connaît une importante effervescence politique. Les pétitions réclamant la liberté politique et religieuse se multiplient. En janvier 1989, le vingtième anniversaire de la mort de Jan Palach entraîne d'importantes manifestations. En novembre, l’opposition se regroupe au sein d’un Forum civique; les syndicats se joignent au mouvement. Le régime apparaît dépassé et, le 24 novembre, la direction du Parti communiste tchécoslovaque démissionne collectivement. L'assemblée fédérale abolit l'article de la constitution disposant la prédominance du Parti. Le 10 décembre, Gustáv Husák démissionne après avoir cherché à former un gouvernement d'union nationale; Marián Čalfa, nommé chef du gouvernement, assure l'intérim à la tête de l'État. Le 28 décembre, Alexander Dubček est élu à la tête du parlement et, le 29 décembre, Václav Havel est élu président de la République. Des élections en juin 1990 assurent la victoire des anciens partis d'opposition. Čalfa demeure Premier ministre de la nouvelle République fédérale tchèque et slovaque et assure jusqu'en 1992 la transition démocratique.